# Daihatsu Sirion

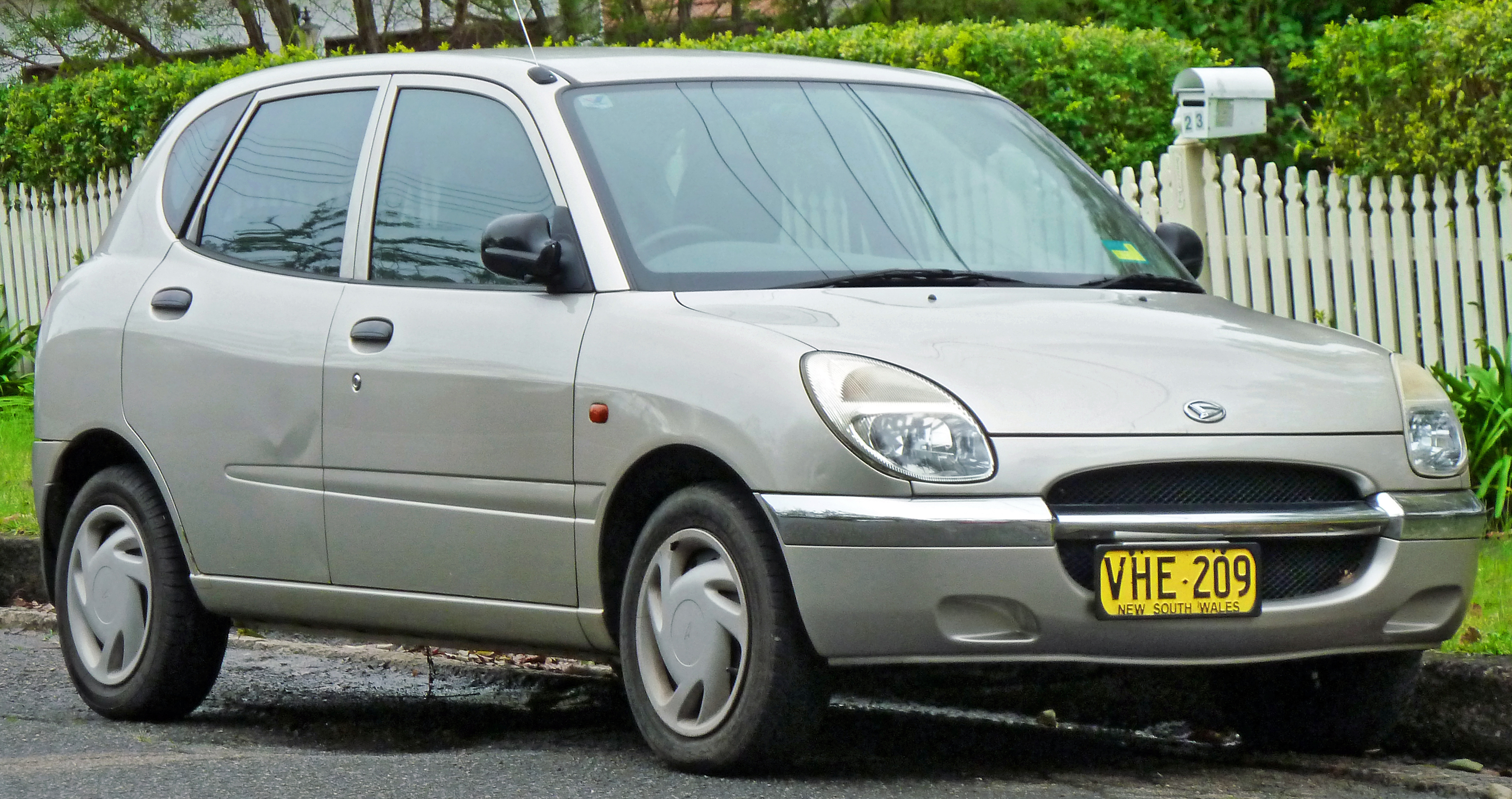
Daihatsu Sirion (M100)

De Daihatsu Sirion is een personenauto uit de compacte klasse van het Japanse merk Daihatsu. Het model werd begin 1998 geïntroduceerd als opvolger van de Daihatsu Charade.

## Eerste generatie
De eerste generatie, geproduceerd vanaf januari 1998, was een zustermodel van de Daihatsu Storia. In december 2001 werd een facelift uitgevoerd, waarbij het ontwerp van de kleine auto werd opgefrist. De eerste generatie van de Sirion sloeg niet aan in Europa, voornamelijk door de styling die vooral op de Japanse markt was gericht.

## Tweede generatie

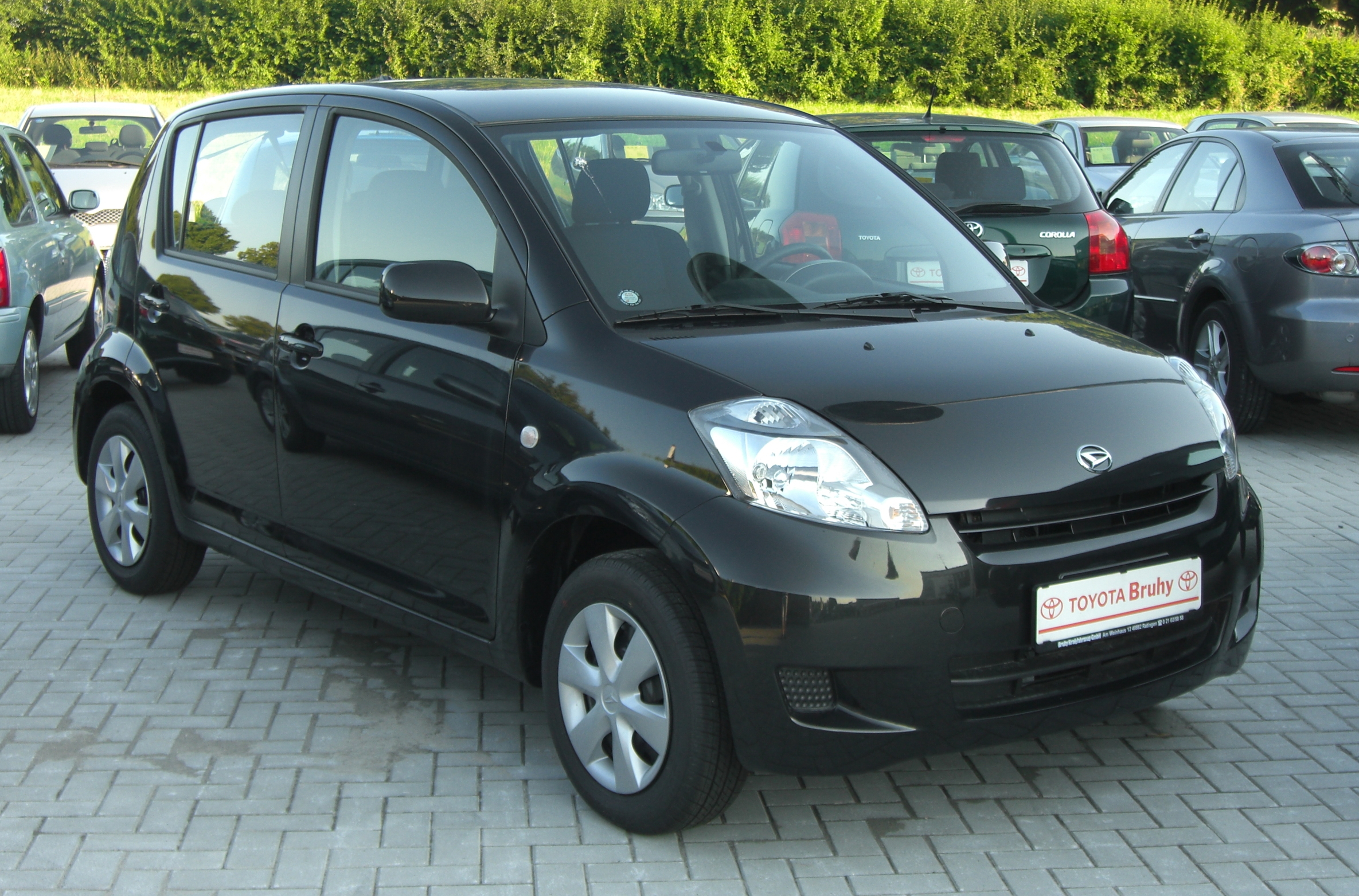
Daihatsu Sirion 2 (M300)

De volgende generaties van de Sirion corresponderen met de Daihatsu Boon. Bij het ontwerp van de tweede generatie, in Nederland Sirion 2 genaamd, werd meer rekening gehouden met de smaak van de Europeanen.
In 2006 werd het model vernieuwd en werden 1,0, 1,3, 1,5 liter en 4WD-versies beschikbaar. Eind 2007 heeft de Sirion 2 een facelift ondergaan. In Nederland was de auto ook verkrijgbaar onder de merknaam Subaru als Subaru Justy.
In Europa werd de Sirion in de zomer van 2011 vervangen door de Charade, een kloon van de tweede generatie Toyota Yaris, terwijl in Japan de vervanging van de overeenkomstige generatie Boon in het voorjaar van 2010 werd uitgebracht.
In productie:
Copen ·
Cuore ·
Hijet ·
Materia ·
Sirion ·
Terios ·
Trevis
Concepts:
Mud Master C
Niet meer in productie:
Applause ·
Charade ·
Charmant ·
Consorte ·
Compagno ·
Fellow ·
Feroza ·
Gran Move ·
Max Cuore ·
Move ·
Rocky ·
Taft ·
Valéra ·
YRV